# Wapen van Berg en Dal

Wapen van Berg en Dal

Het wapen van Berg en Dal is sinds 1 januari 2016  het wapen van de Gelderse gemeente Berg en Dal

## Beschrijving
De beschrijving van het wapen luidt als volgt:
Doorsneden; I Gedeeld: 1 in zilver een geënte dwarsbalk van keel; 2 in zilver een leeuw van keel, getongd, genageld en gekroond van goud, met een schildzoom van sabel, beladen met elf bezanten van goud; II van keel beladen met een roos van goud, geknopt en gepunt van zilver. Het schild gedekt met een gouden kroon van drie bladeren en twee parels.

## Geschiedenis
De gemeenteraad bracht in april 2015 een verzoek uit aan de Hoge Raad van Adel, om een advies uit te brengen voor een nieuw gemeentewapen. De Raad kwam met twee ontwerpen. Het eerste ontwerp: een gedeeld schild dat is samengesteld met de belangrijkste elementen uit de wapens van de drie voorgaande gemeenten. Het tweede ontwerp: het oude wapen van Groesbeek waarbij de schildkleur van zilver naar groen, werd gewijzigd; groen als (symbool voor het landschap); de geënte dwarsbalk van rood naar zilver; (symbool voor water) om zodoende een sprekend wapen uit te beelden. GroenLinks, V.O.L.G. en D66 hadden voorkeur voor het tweede ontwerp. De voorkeur van de gemeenteraad ging uit van het eerste ontwerp, dat werd op 25 juni tijdens de openbare vergadering van de raad van de gemeente Groesbeek besloten. Het wapen Koninklijk Besluit is per 15 september 2015 toegekend aan de gemeente.

## Verwante wapens

Wapen van Ubbergen
Wapen van Groesbeek
Wapen van Millingen aan de Rijn